# 최훈호
최훈호(1991년 7월 29일 ~ )는 대한민국의 뮤지컬 배우다.

## 방송
- 더블 캐스팅 (2020) - Top44
- 트로트의 민족 (2020) - Top80

## 공연
- 번지점프를 하다 (2010)
- 화랑 (2011)(2012)
- 빅터 (2015)
- 아무도 모르는 이야기 A Story No One Knows (2018)
- Lucky star 완판 (2018)
- 당신의 아름다운 시절 - 인천 (2018)
- 뮤지컬 '엑스칼리버' (2019)
- 레베카 - 서울 (2019)
- 미스터쇼 (2021)
- 베토벤; Beethoven Secret (2023)
- 베토벤; Beethoven Secret SEASON 2 (2023)
- 레베카 - 서울 (2023)